# MTV ao Vivo
MTV ao Vivo foi uma série da MTV Brasil, em que shows se tornam CDs e DVDs. Assim como o Acústico MTV, o repertório costuma ser de grandes sucessos, com a inclusão de participações de outros artistas, em alguns projetos. As boas vendagens costumam fazer com que vários artistas retomem ao auge do sucesso. A série teve início em 2000, com o MTV ao Vivo: Raimundos.
Para a indústria fonográfica brasileira, a série levou o mercado musical ao seu auge.
Com o fim da gestão da MTV Brasil pelo Grupo Abril em setembro de 2013, a emissora passou a não produzir mais o programa. Sendo assim, o último show foi com Gaby Amarantos.

## Programas e álbuns
| #  | Gravação | Lançamento | Artista/Banda                                                             | Artigo principal                                          | Vendas/Certificações                |
| -- | -------- | ---------- | ------------------------------------------------------------------------- | --------------------------------------------------------- | ----------------------------------- |
| 1  | 2000     | 2000       | Raimundos                                                                 | MTV ao Vivo: Raimundos                                    | ABPD: 2× Platina 700.000            |
| 2  | 2000     | 2000       | Ira!                                                                      | MTV ao Vivo: Ira!                                         | ABPD: Ouro 100.000                  |
| 3  | 2000     | Inédito    | Cidade Negra                                                              | MTV ao Vivo: Cidade Negra                                 |                                     |
| 16 | 2001     | 2001       | Planet Hemp                                                               | MTV ao Vivo: Planet Hemp                                  | ABPD: Ouro 100.000                  |
| 6  | 2001     | 2001       | Skank                                                                     | MTV ao Vivo: Skank                                        | ABPD: 2× Platina 620.000            |
| 5  | 2001     | Inédito    | Charlie Brown Jr.                                                         | MTV ao Vivo: Charlie Brown Jr.                            |                                     |
| 7  | 2002     | 2002       | RPM                                                                       | MTV RPM 2002                                              | ABPD: Platina 250.000               |
| 8  | 2002     | 2002       | Pato Fu                                                                   | MTV ao Vivo: Pato Fu no Museu de Arte da Pampulha         |                                     |
| 9  | 2002     | 2003       | Gabriel, o Pensador                                                       | MTV ao Vivo: Gabriel, o Pensador                          |                                     |
| 10 | 2003     | 2003       | Daniela Mercury                                                           | MTV ao Vivo: Daniela Mercury - Eletrodoméstico            | Vendas totais: 160.000              |
| 11 | 2003     | 2003       | Jota Quest                                                                | MTV ao Vivo: Jota Quest                                   | Vendas totais: 500.000              |
| 12 | 2003     | 2004       | Ivete Sangalo                                                             | MTV ao Vivo: Ivete Sangalo                                | ABPD: Diamante 1.200.000            |
| 13 | 2004     | 2004       | Lulu Santos                                                               | MTV ao Vivo: Lulu Santos                                  | ABPD: Ouro 200.000                  |
| 14 | 2004     | 2004       | Nando Reis                                                                | MTV ao Vivo: Nando Reis & Os Infernais                    | ABPD: Platina 100.000               |
| 15 | 2004     | 2004       | Rita Lee                                                                  | MTV ao Vivo: Rita Lee                                     | ABPD: 3× Platina + Ouro = 900.000 + |
| 16 | 2005     | 2005       | Falamansa                                                                 | MTV ao Vivo: Falamansa                                    |                                     |
| 17 | 2005     | 2005       | Titãs                                                                     | MTV ao Vivo: Titãs                                        | Vendas totais: 200.000              |
| 18 | 2005     | 2005       | Barão Vermelho                                                            | MTV ao Vivo: Barão Vermelho                               | Vendas totais: 75.000               |
| 19 | 2006     | 2006       | Fernanda Abreu                                                            | MTV ao Vivo: Fernanda Abreu                               |                                     |
| 20 | 2006     | 2006       | CPM 22                                                                    | MTV ao Vivo: CPM 22                                       | ABPD: Ouro 50.000                   |
| 21 | 2007     | 2007       | 5 Bandas de Rock: - Forfun - Fresno - Hateen - Moptop - NX Zero           | MTV ao Vivo: 5 Bandas de Rock                             |                                     |
| 22 | 2008     | 2009       | Arlindo Cruz                                                              | MTV ao Vivo: Arlindo Cruz                                 |                                     |
| 23 | 2009     | 2010       | Marcelo Camelo                                                            | MTV ao Vivo: Marcelo Camelo                               |                                     |
| 24 | 2010     | 2010       | Nando Reis                                                                | MTV ao Vivo: Nando Reis & Os Infernais - Bailão do Ruivão |                                     |
| 25 | 2010     | 2011       | Caetano Veloso                                                            | MTV ao Vivo: Caetano Veloso - Zii e Zie                   |                                     |
| 26 | 2012     | Inédito    | Tributo à Legião Urbana - Dado Villa-Lobos - Marcelo Bonfá - Wagner Moura | MTV ao Vivo: Tributo à Legião Urbana                      |                                     |
| 27 | 2012     | Inédito    | Gaby Amarantos                                                            | MTV ao Vivo: Gaby Amarantos                               |                                     |